# ラブキルキル
『ラブキルキル』は、2004年に公開された日本映画。監督は西村晋也。

## キャスト
- 皆川聡…津田寛治
- 太田ナオ…愛葉るび
- 前嶋サユリ…街田しおん
- 前嶋コウ…松田祥一
- 荒木マミ…麻白
- コンビニ店長…戸田昌宏
- 丸山…三浦哲郁
- ヒッピー男…植岡喜晴
- ヒッピー女…水原香菜惠